# Bieda (album)
Bieda – drugi album autorski Krzysztofa Daukszewicza. Koncert zarejestrowano w Teatrze „Studio Buffo” w Warszawie 18–20 lutego 1990. Nagrania realizowano w studiu Andrzeja Puczyńskiego w Izabelinie. Autorem słów i kompozytorem muzyki do wszystkich utworów jest Krzysztof Daukszewicz. Płyta wydana przez Polskie Nagrania (SX 2903) w 1990 r.

## Muzycy
- Krzysztof Daukszewicz – śpiew, gitara klasyczna

oraz
- Mieczysław Grochowski – fortepian
- Andrzej Kleszczewski – gitara akustyczna
- Zbigniew Łapiński – instrumenty klawiszowe
- Józef Gawrych – instrumenty perkusyjne

## Lista utworów
Strona A
| 1. | "Tyle mi zostało, co mi nakapało" |  |
|    |                                   |  |
| 2. | "Lubię budzić się jutro"          |  |
|    |                                   |  |
| 3. | "Bieda – koleżka"                 |  |
|    |                                   |  |
| 4. | "Broadway"                        |  |
|    |                                   |  |
| 5. | "Narkomani"                       |  |
|    |                                   |  |
Strona B
| 1. | "Ballada o martwej naturze na emeryturze" |  |
|    |                                           |  |
| 2. | "Ballada o trzeźwym diable"               |  |
|    |                                           |  |
| 3. | "On i ja"                                 |  |
|    |                                           |  |
| 4. | "Dobranoc Europo"                         |  |
|    |                                           |  |
| 5. | "Sposób na przetrwanie"                   |  |
|    |                                           |  |

## Informacje uzupełniające
- Producent – Barbara Jankowska
- Realizacja – Andrzej Puczyński
- Redaktor – Tomasz Kutyło
- Asystent – Jacek Hamela
- Projekt graficzny – Maciej Buszewicz, Lech Majewski